# استروئید

طریقهٔ نام‌گذاری اسکلت استروئیدها به روش آیوپاک

استروئید (به انگلیسی: Steroid) نوعی لیپید است. استروئیدها به صورت کلی دارای چهار حلقهٔ کربنی هستند که سه تا از آن‌ها سیکلوهگزان و آخری سیکلوپنتان (پنج کربنه) است. تفاوت استروئیدها در گروه‌هایی است که به این حلقه‌ها وصل می‌شوند و اکسیداسیون حلقه‌ها. استروئیدها در بدن جانوران و گیاهان دیده می‌شوند. مهم‌ترین نوع استروئید در بدن انسان کلسترول نام دارد. علاوه بر این در بدن انسان، استروئیدها به صورت هورمون‌هایی همچون استروژن، تستوسترون، و کورتیزول دیده می‌شوند.

## استروئید دقیقاً چیست؟
استروئید چیست : «استروئید» به خانواده‌ای از لیپیدها گفته می‌شود که اسکلت اصلی‌شان از چهار حلقه به‌هم‌پیوسته تشکیل شده است (سه حلقهٔ شش‌کربنه و یک حلقهٔ پنج‌کربنه). این چارچوب که «گُنان» نام می‌گیرد، با افزودن گروه‌های عاملی مختلف، به انواع عملکردها منجر می‌شود؛ از پیام‌رسانی هورمونی و تنظیم متابولیسم تا نقش ساختاری در غشاهای سلولی.

## طبقه‌بندی
یکی از بهترین روش‌های طبقه‌بندی استروئیدها طبقه‌بندی بر اساس تعداد اتم‌های کربن است (MeSH)
1. بیست و هفت کربنه مانند کلسترول
2. بیست و چهار کربنه مانند اسید کولیک
3. بیست و یک کربنه مانند هورمون‌های زنانگی مثل پروژسترون
4. نوزده کربنه مانند هورمون‌های مردانگی مثل تستوسترون
5. هجده کربنه مانند استرادیول

## متابولیسم
در اعضای مختلفی از بدن انسان استروئیدها ساخته می‌شوند. کلسترول در غشاء تمام سلول‌های بدن وجود دارد. تستوسترون در غدد جنسی (به خصوص بیضه)، استروژن و پروژسترون در تخمدان و جفت ساخته می‌شوند.
استروئیدهایی که در بخش قشری غده فوق کلیوی (کورتکس آدرنال) ساخته می‌شوند کورتیکواستروئید نامیده می‌شوند مانند آلدوسترون و کورتیزول.

## استروئید
استروئید ها در بدن دو نقش مهم بازی می‌کنند اول آنابولیک دوم آندروژنیک. آنابولیک اثراتی است که باعث رشد تودهٔ ماهیچه‌ای در بدن می‌شوند و آندروژنیک اثرات تغییرات هورمون‌های جنسی است. از آن‌جایی که رشد تودهٔ ماهیچه‌ای (آنابولیک) توسط تستوسترون طبیعی در بدن انجام می‌گیرد از این رو تقریباً ۹۰٪ استروئیدها در بدن با این هورمون کار دارند؛ ولی استفاده از استروئیدها هر دو اثر را روی بدن به جا می‌گذارد. به همین دلیل تمام استروئیدها به علاوهٔ اثرات آنابولیکی قوی دارای عوارض آندروژنیکی هستند. چون مقدار هورمون مردانه را در بدن بالا می‌برند که این امر باعث اختلال در سیستم هورمونی بدن می‌شود. به خصوص در زن‌ها عوارض استفاده از استروئیدها چند برابر مردان است.

## مصرف استروئید در بارداری
مصرف خودسرانهٔ هر نوع استروئید در بارداری ممنوع است. تنها در شرایط محدود و با ارزیابی سود-زیان ممکن است پزشک داروی مشخصی را تجویز کند.
- ریسک اثر بر رشد جنین و برخی ناهنجاری‌ها.
- افزایش احتمال سقط، زایمان زودرس یا مشکلات فشار خون.
- اختلالات هورمونی در مادر/جنین و عوارض کبدی.

## وابستگی به استروئید
بسیاری از ورزشکاران به منظور دستیابی به اندامی زیبا و ورزیده، افزایش قدرت ماهیچه‌ای، و کاهش میزان چربی بدن خود اقدام به مصرف استروئیدها می‌کنند. افرادی که به این دلایل و به‌طور مداوم از استروئیدها استفاده می‌کنند اغلب به نوعی بیماری رفتاری دچار می‌شوند که در آن مردان با وجودی که مقدار زیادی ماهیچه دارند، تصور می‌کنند که بدنی ضعیف و لاغر داشته و زنان با وجود این‌که لاغر هستند، تصور می‌کنند بسیار چاق هستند. در شرایطی که فرد دائماً به دنبال ماهیچه‌ای بودن یا حجیم بودن ماهیچه‌های خود باشد، به سختی خواهد توانست مصرف استروئیدها را قطع کند. برخی از این افراد مصرف استروئیدها را تا مرز آسیب رساندن به سلامتی خود ادامه می‌دهند.
عوارض مصرف طولانی مدت استروئیدها عبارت‌اند از:
- آسیب به غدد جنسی (بیضه‌ها و تخمدان‌ها)
- بیماری‌های کبدی
- اختلالات کلیوی
- خشونت و پارانویا
- بیماری‌های پوستی و مویی
- افزایش میزان کلسترول خون
- فشار خون بالا
- صدمات به تاندون‌ها
- توهم قدرت و شکست‌ناپذیری
- تجمع مایعات در بدن
- توقف رشد استخوان‌ها در نوجوانان